# Schorrecross

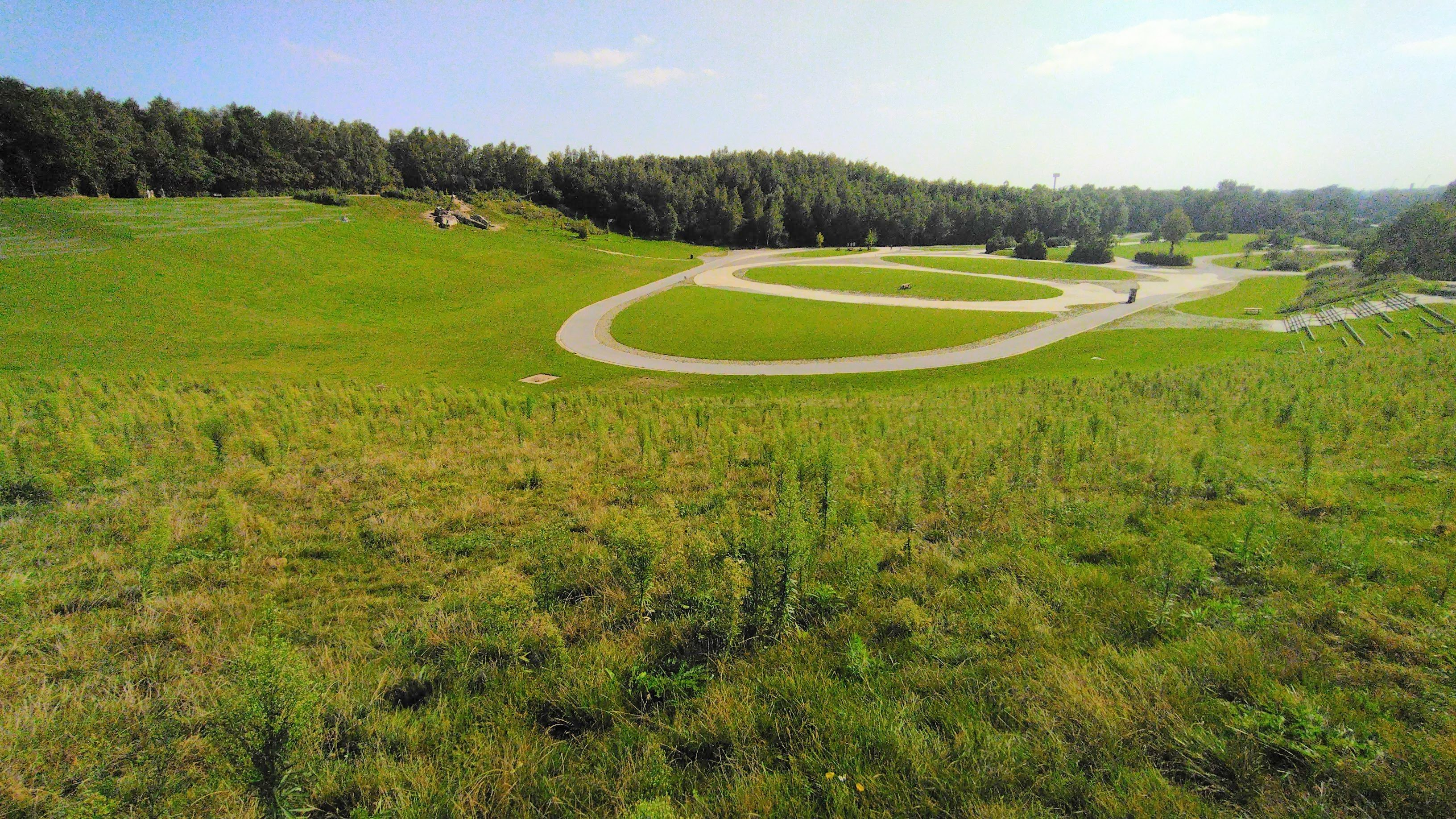
Der Schauplatz des Rennens in einer ehemaligen Tongrube.

Der Schorrecross ist ein Cyclocrossrennen, das im belgischen Ort Boom ausgetragen wird.

## Geschichte
Das Rennen fand erstmals 2015 statt. Schauplatz ist das Naherholungsgebiet De Schorre, eine ehemalige Tongrube. Der Parcours führt vor allem durch die Wiesen, die auf den Hängen der etwa 20 Meter tiefen Grube entstanden sind. Auffälligstes Merkmal entlang des Parcours sind die Baumskulpturen zweier Trolle („Una und Jeuris“).
Die ersten zwei Ausgaben waren ein unabhängiges Rennen, die den Beinamen Niels Albert CX trugen, zu Ehren des zweifachen Weltmeisters Niels Albert. Albert stammt aus der Gegend und hatte 2014 seine Karriere frühzeitig wegen gesundheitlicher Probleme beenden müssen. Seit 2017 gehört das Rennen zur Superprestige-Serie, wo es das Rennen von Spa-Francorchamps ersetzte. Von Anfang an wurden je ein Männer- und ein Frauenrennen ausgetragen, dazu auch meist eins für Junioren.
Der Termin des Rennens war zunächst Ende Oktober, seit 2019 ist es Anfang Dezember.

## Siegerliste

### Männer
- 2015:  Lars van der Haar
- 2016:  Wout van Aert
- 2017:  Wout van Aert
- 2018:  Mathieu van der Poel
- 2019:  Toon Aerts
- 2020:  Eli Iserbyt
- 2021:  Wout van Aert
- 2022:  Thomas Pidcock
- 2023:  Joris Nieuwenhuis

### Frauen
- 2015:  Ellen Van Loy
- 2016:  Jolien Verschueren
- 2017:  Maud Kaptheijns
- 2018:  Kim Van de Steene
- 2019:  Alice Maria Arzuffi
- 2020:  Lucinda Brand
- 2021:  Lucinda Brand
- 2022:  Aniek van Alphen
- 2023:  Fem van Empel